# Elezioni comunali in Molise del 2019
Il 26 maggio 2019 in Molise si sono tenute le elezioni per il rinnovo di 59 consigli comunali, con eventuale turno di ballottaggio domenica 9 giugno, in contemporanea con le elezioni amministrative nelle altre regioni italiane e le elezioni europee.

## Riepilogo sindaci eletti
| Provincia  | Comune     | Sindaco uscente | Sindaco uscente       | Sindaco eletto | Sindaco eletto         | Primo turno | Primo turno | Secondo turno | Secondo turno | Seggi   |
| Provincia  | Comune     | Sindaco uscente | Sindaco uscente       | Sindaco eletto | Sindaco eletto         | Voti        | %           | Voti          | %             | Seggi   |
| ---------- | ---------- | --------------- | --------------------- | -------------- | ---------------------- | ----------- | ----------- | ------------- | ------------- | ------- |
| Campobasso | Campobasso |                 | Antonio Battista (PD) |                | Roberto Gravina (M5S)  | 8.484       | 29,41       | 16.139        | 69,07         | 20 / 32 |
| Campobasso | Termoli    |                 | Angelo Sbrocca (PD)   |                | Francesco Roberti (FI) | 9.070       | 47,87       | 7.654         | 60,94         | 15 / 24 |

## Provincia di Campobasso

### Campobasso
| Candidati                     | Candidati                   | II turno             | II turno         | I turno | I turno | Liste                 | Voti   | %     | Seggi |
| Candidati                     | Candidati                   | Voti                 | %                | Voti    | %       | Liste                 | Voti   | %     | Seggi |
| ----------------------------- | --------------------------- | -------------------- | ---------------- | ------- | ------- | --------------------- | ------ | ----- | ----- |
|                               | Roberto Gravina ✔️ Sindaco  | 16 139               | 69,07            | 8 484   | 29,41   | Movimento 5 Stelle    | 6 302  | 22,39 | 20    |
|                               | Maria Domenica D'Alessandro | 7 228                | 30,93            | 11 455  | 39,71   | Popolari per l'Italia | 4 254  | 15,12 | 2     |
| Lega                          | Maria Domenica D'Alessandro | 7 228                | 30,93            | 11 455  | 39,71   | 2 959                 | 10,51  | 2     |       |
| È Ora                         | Maria Domenica D'Alessandro | 7 228                | 30,93            | 11 455  | 39,71   | 2 815                 | 10,00  | 1     |       |
| Forza Italia                  | Maria Domenica D'Alessandro | 7 228                | 30,93            | 11 455  | 39,71   | 2 318                 | 8,24   | 1     |       |
| Fratelli d'Italia             | Maria Domenica D'Alessandro | 7 228                | 30,93            | 11 455  | 39,71   | 1 475                 | 5,24   | 1     |       |
| Seggio di coalizione          | Seggio di coalizione        | Seggio di coalizione | 30,93            | 11 455  | 39,71   | 1                     |        |       |       |
|                               | Antonio Battista            | Antonio Battista     | Antonio Battista | 7 457   | 25,85   | Partito Democratico   | 4 531  | 16,10 | 3     |
| La Sinistra per Campobasso    | Antonio Battista            | Antonio Battista     | Antonio Battista | 7 457   | 25,85   | 1 261                 | 4,48   | –     |       |
| Centro Democratico            | Antonio Battista            | Antonio Battista     | Antonio Battista | 7 457   | 25,85   | 754                   | 2,68   | –     |       |
| Seggio di coalizione          | Seggio di coalizione        | Seggio di coalizione | Antonio Battista | 7 457   | 25,85   | 1                     |        |       |       |
|                               | Paola Liberanome            | Paola Liberanome     | Paola Liberanome | 1 344   | 4,66    | Io Amo Campobasso     | 1 399  | 4,97  | –     |
|                               | Orlando Iannotti            | Orlando Iannotti     | Orlando Iannotti | 110     | 0,38    | Movimento dei Forconi | 75     | 0,27  | –     |
| Totale                        | Totale                      | 23 367               | 100              | 28 850  | 100     |                       | 28 143 | 100   | 32    |
|                               |                             |                      |                  |         |         |                       |        |       |       |
| Fonte: Ministero dell'interno |                             |                      |                  |         |         |                       |        |       |       |

### Termoli
| Candidati                     | Candidati                    | II turno             | II turno            | I turno | I turno | Liste               | Voti   | %     | Seggi |
| Candidati                     | Candidati                    | Voti                 | %                   | Voti    | %       | Liste               | Voti   | %     | Seggi |
| ----------------------------- | ---------------------------- | -------------------- | ------------------- | ------- | ------- | ------------------- | ------ | ----- | ----- |
|                               | Francesco Roberti ✔️ Sindaco | 7 654                | 60,94               | 9 070   | 47,87   | Lega                | 2 340  | 12,70 | 4     |
| Popolari per l'Italia         | Francesco Roberti ✔️ Sindaco | 7 654                | 60,94               | 9 070   | 47,87   | 2 150               | 11,67  | 3     |       |
| Forza Italia                  | Francesco Roberti ✔️ Sindaco | 7 654                | 60,94               | 9 070   | 47,87   | 1 692               | 9,19   | 3     |       |
| Fratelli d'Italia             | Francesco Roberti ✔️ Sindaco | 7 654                | 60,94               | 9 070   | 47,87   | 1 339               | 7,27   | 2     |       |
| Diritti e Libertà Molise      | Francesco Roberti ✔️ Sindaco | 7 654                | 60,94               | 9 070   | 47,87   | 1 115               | 6,05   | 2     |       |
| Roberti Sindaco               | Francesco Roberti ✔️ Sindaco | 7 654                | 60,94               | 9 070   | 47,87   | 1 033               | 5,61   | 1     |       |
|                               | Angelo Sbrocca               | 4 906                | 39,06               | 4 440   | 23,43   | Partito Democratico | 1 893  | 10,28 | 2     |
| Angelo Sbrocca Sindaco        | Angelo Sbrocca               | 4 906                | 39,06               | 4 440   | 23,43   | 1 296               | 7,04   | 1     |       |
| Unione per il Molise          | Angelo Sbrocca               | 4 906                | 39,06               | 4 440   | 23,43   | 823                 | 4,47   | –     |       |
| Italia in Comune              | Angelo Sbrocca               | 4 906                | 39,06               | 4 440   | 23,43   | 276                 | 1,50   | –     |       |
| Seggio di coalizione          | Seggio di coalizione         | Seggio di coalizione | 39,06               | 4 440   | 23,43   | 1                   |        |       |       |
|                               | Nicolino Di Michele          | Nicolino Di Michele  | Nicolino Di Michele | 4 054   | 21,40   | Movimento 5 Stelle  | 3 466  | 18,82 | 3     |
| Seggio di coalizione          | Seggio di coalizione         | Seggio di coalizione | Nicolino Di Michele | 4 054   | 21,40   | 1                   |        |       |       |
|                               | Marcella Stumpo              | Marcella Stumpo      | Marcella Stumpo     | 1 383   | 7,30    | Rete della Sinistra | 955    | 5,19  | –     |
| Seggio di coalizione          | Seggio di coalizione         | Seggio di coalizione | Marcella Stumpo     | 1 383   | 7,30    | 1                   |        |       |       |
| Totale                        | Totale                       | 12 560               | 100                 | 18 947  | 100     |                     | 18 418 | 100   | 24    |
|                               |                              |                      |                     |         |         |                     |        |       |       |
| Fonte: Ministero dell'interno |                              |                      |                     |         |         |                     |        |       |       |